# André Paulvé
André Paulvé est un producteur de cinéma français, né le 30 octobre 1898 à Seignelay (Yonne) et mort le 8 juillet 1982 à Paris. 

## Biographie
André Paulvé est le producteur de Les Enfants du paradis, La Belle et la Bête, Orphée, Jour de fête.
Il a épousé notamment Simone Oulman, la fille de la chanteuse Adeline Lanthenay et de Alfred Oulman, directeur de publication, (Le Ruy Blas, Le Petit Bleu de Paris, La Semaine Parisienne), en 1926.
Il meurt le 8 juillet 1982 au no 26 rue des Balkans dans le 20e arrondissement de Paris.

## Filmographie
- 1937 : Rendez-vous Champs-Élysées de Jacques Houssin
- 1939 : Pièges de Robert Siodmak
- 1940 : Battement de cœur d'Henri Decoin
- 1940 : La Comédie du bonheur de Marcel L'Herbier
- 1941 : Premier Bal de Christian-Jaque
- 1941 : Histoire de rire de Marcel L'Herbier
- 1942 : Macao, l'enfer du jeu de Jean Delannoy
- 1942 : La Neige sur les pas d'André Berthomieu
- 1942 : L'assassin a peur la nuit de Jean Delannoy
- 1942 : Les Visiteurs du soir de Marcel Carné
- 1943 : Lumière d'été de Jean Grémillon
- 1943 : Les Mystères de Paris de Jacques de Baroncelli
- 1943 : L'Éternel Retour de Jean Delannoy
- 1945 : Carmen de Christian-Jaque
- 1945 : Les Enfants du paradis de Marcel Carné
- 1945 : Mademoiselle X de Pierre Billon
- 1945 : La Boîte aux rêves d'Yves Allégret et Jean Choux
- 1945 : La Vie de bohème de Marcel L'Herbier
- 1945 : La Part de l'ombre de Jean Delannoy
- 1946 : Sylvie et le Fantôme de Claude Autant-Lara
- 1946 : Impasse de Pierre Dard
- 1946 : La Belle et la Bête de Jean Cocteau
- 1947 : Histoire de chanter de Gilles Grangier
- 1947 : Les Maudits de René Clément
- 1948 : Ruy Blas de Pierre Billon
- 1948 : Rocambole de Jacques de Baroncelli (1re époque)
- 1948  : La Revanche de Baccarat de Jacques de Baroncelli (2e époque)
- 1948 : La Chartreuse de Parme de Claude Autant-Lara
- 1948 : Le Comédien de Sacha Guitry
- 1949 : Jour de fête de Jacques Tati
- 1949 : Du Guesclin de Bernard de Latour
- 1949 : Le Roi de Marc-Gilbert Sauvajon
- 1950 : Au revoir monsieur Grock de Pierre Billon
- 1950 : Manèges d'Yves Allégret
- 1950 : Orphée de Jean Cocteau
- 1950 : Lady Paname d'Henri Jeanson
- 1950 : Ma pomme de Marc-Gilbert Sauvajon
- 1951 : Les Mémoires de la vache Yolande d'Ernst Neubach
- 1951 : Un grand patron d'Yves Ciampi
- 1952 : Casque d'Or de Jacques Becker
- 1952 : Seuls au monde de René Chanas
- 1954 : Le Grand Pavois de Jack Pinoteau
- 1954 : Mourez, nous ferons le reste de Christian Stengel